# …And Justice for All
Az …And Justice for All a Metallica 1988-ban kiadott lemeze. Ezt tartják a thrasht játszó Metallica zenei evolúciója végállomásának. Végletesen komplex dalok születtek, mindent rendkívül pontosan vettek fel. Ugyanakkor az album meglehetősen száraz hangzásúra sikeredett, aminek oka, hogy a keverésnél valamiért nagyon háttérbe helyezték a basszusgitárt és ezért rengetegen az album újrakeverését követelik a mai napig. Ennek okául James Hetfield egy 2019-es interjúban a koncertek okozta halláskárosodást hozta fel.
Szövegileg „valóságosabb” témák kerültek elő, elhagyták a fantázia világát. Koncerteken nem nagyon játszották az album számait, kivéve a többé-kevéssé „standard” Blackenedet és a One-t. Az utóbbi években ellenben egyre többször kap szerepet a The Shortest Straw és a Harvester of Sorrow is a setlisten. Ennek oka épp a komplexitása, élőben nehezen tudták a bonyolult dalokat rendesen eljátszani. Ez az egyik előzménye annak, hogy a következő, Metallica című albumra jóval egyszerűbb, szellősebb számok kerültek.
A lemezt 2017-ben a Rolling Stone magazin a Minden idők 100 legjobb metálalbuma listáján a 21. helyre rangsorolta. Az album szerepel az 1001 lemez, amit hallanod kell, mielőtt meghalsz című könyvben.

## Az album dalai
|    | Cím                       | Szerző(k)                 | Hossz |
| -- | ------------------------- | ------------------------- | ----- |
| 1. | Blackened                 | Hetfield, Newsted, Ulrich | 6:42  |
| 2. | …And Justice for All      | Hammett, Hetfield, Ulrich | 9:45  |
| 3. | Eye of the Beholder       | Hammett, Hetfield, Ulrich | 6:25  |
| 4. | One                       | Hetfield, Ulrich          | 7:26  |
| 5. | The Shortest Straw        | Hetfield, Ulrich          | 6:35  |
| 6. | Harvester of Sorrow       | Hetfield, Ulrich          | 5:45  |
| 7. | The Frayed Ends of Sanity | Hammett, Hetfield, Ulrich | 7:43  |
| 8. | To Live is to Die         | Burton, Hetfield, Ulrich  | 9:48  |
| 9. | Dyers Eve                 | Hammett, Hetfield, Ulrich | 5:13  |

## Élő előadások
Hammett megjegyezte, hogy az egyik probléma az album dalaival, hogy túl hosszúak.
A Blackenedet, az Eye of the Beholdert, a One-t és az ...And Justice for Allt a világon először élőben Budapesten játszották az MTK Stadionban 1988. szeptember 11-én.
Tizenhat évvel az album kiadása után játszották először élőben a Dyers Eve-et, 2006-ban a Madly in Anger with the World Tour fellépésein.
2011. december 7-én a zenekar fennállásának 30 éves évfordulója alkalmával játszották el élőben először a To Live Is to Die-t, azonban nem teljes egészében. Többen kritizálták az előadás módját, mert gyorsabb tempóban játszották, amitől elvesztette egyediségének egy részét. Továbbá a dal akusztikus bevezetőjét kihagyták, Kirk Hammettnek pedig többször is a kottát kellett néznie játék közben. Talán ennek tudható be, hogy a gitárszóló sincs köszönőviszonyban az eredeti kottával.
Emiatt sokan máig úgy tekintenek a To Live Is to Die dalra, amit még sosem játszott élőben a Metallica.
A másik dal, amit 26 évig nem játszottak teljes egészében élőben az a The Frayed Ends of Sanity. Az együttes csak részleteiben adta elő, valamint a Justice Medley-ben is szerepelt egy része. Teljes egészében 2014. május 28-án, Helsinkiben adták elő, és azóta még 11-szer.
Az Eye of The Beholdert 1989 óta nem játszották, addig ellenben 124-szer adták elő.

## Közreműködők
- James Hetfield – gitár, ének
- Lars Ulrich – dob
- Kirk Hammett – szólógitár
- Jason Newsted – basszusgitár